# آلفردو رسلر
آلفردو رسلر (انگلیسی: Alfredo Resler؛ زادهٔ ۷ ژوئن ۱۹۹۲) بازیکن فوتبال اهل آرژانتین است.
از باشگاه‌هایی که در آن بازی کرده‌است می‌توان به باشگاه فوتبال روساریو سنترال اشاره کرد.